# Paul Cohen
Paul Joseph Cohen (2 tháng 4 năm 1934 – 23 tháng 3 năm 2007) là một nhà toán học người Mỹ nổi tiếng với chứng minh một cách độc lập về giả thuyết continuum và tiên đề chọn từ lý thuyết tập hợp Zermelo–Fraenkel, một sự chấp nhận rộng rãi về tính tiên đề hóa của lý thuyết tập hợp.